# Plectranthias cruentus
Plectranthias cruentus — вид окунеподібних риб родини кам'яних окунів (Serranidae). Описаний у 2020 році.

## Поширення
Поширений у Тасмановому морі неподалік островів Болс-Пірамід та Лорд-Гав.

## Опис
Схожий на Plectranthias pelicieri, відрізняється елементами забарвлення та набором колючок у плавцях.